# Max Hamilton
Max Hamilton (12 de abril de 1912 - 9 de septiembre de 1988) fue un psiquiatra alemán.

## Biografía
Nació en Offenbach del Meno, Alemania pero emigró a Inglaterra con su familia en 1914, a la edad 1 1 ⁄ 2 años. Fue educado en la Escuela de Niños de la Fundación Central  en Cowper Street y luego estudió medicina en el University College Hospital de Londres. Se graduó con el Diploma Conjunto (LRCP Londres, MRCS Inglaterra) en 1934 y obtuvo los títulos de Licenciado en Medicina, Licenciatura en Cirugía (MBBS) en 1937 de la Universidad de Londres. Después de haber trabajado durante un tiempo como médico general en el East End de Londres, se desempeñó como oficial médico en la Real Fuerza Aérea británica durante la Segunda Guerra Mundial. Habiendo obtenido el Diploma en Medicina Psicológica en 1945, Hamilton comenzó su formación como psiquiatra en la Maudsley Hospitalen Londres, donde, según se dice, tuvo dificultades con el rígido establecimiento.
Regresó al University College Hospital como conferencista a tiempo parcial entre 1945 y 1947, donde trabajó bajo la influencia de Sir Cyril Burt quien reconoció el talento matemático de Hamilton y le aconsejó que se capacitara en estadística médica. En el evento, Hamilton se convirtió en un estadístico innovador y a finales de la década de 1940 (años antes de Kayser en los EE. UU.), Ya había sugerido que los factores (en el análisis factorial) deberían rotarse. 
Luego pasó a trabajar como registrador principal de Dennis Hill en el Kings College Hospital (desde donde presentó su tesis de doctorado sobre las personalidades de los pacientes con dispepsia) y luego trabajó durante dos años en el Hospital Tooting Bec, en el puesto disminuido de médico hospitalario senior. oficial. En 1953 fue nombrado profesor titular de psiquiatría en la Universidad de Leeds.
En 1959 y 1960 publicó las Escalas de calificación de Hamilton Anxiety  y Hamilton Depression. 
Después de trabajar durante dos años como científico visitante en el Instituto Nacional de Salud Mental de los Estados Unidos, se convirtió en miembro del personal externo del Consejo de Investigación Médica y en 1963 sucedió a Ronald Hargreaves como profesor de Psiquiatría Nuffield en la Universidad de Leeds, cargo que ocupó hasta su jubilación en 1977.
Fue uno de los primeros en introducir la psicometría en la psiquiatría y en convencer a una profesión entonces bastante incrédula de que la investigación psiquiátrica tenía que basarse en la medición y el análisis estadístico. Fue el presidente de la Fundación de la Asociación Británica de Psicofarmacología, miembro honorario del Royal College of Psychiatrists y uno de los pocos presidentes psiquiatras de la British Psychological Society. En 1980 recibió, de la Asociación Estadounidense de Psicopatología, el codiciado premio Paul Hoch por su distinguida investigación psiquiátrica.
Murió en 1988, solo dos meses antes de que debía pronunciar la Conferencia Maudsley.

## Libros
- Psychosomatics. New York: Wiley (1955)
- Lectures on the Methodology of Clinical Research. Edinburgh: Livingstone (1961)
- Fish's Schizophrenia. Second Edition. Bristol: John Wright (1976)
- «Inside front cover». CrystEngComm 17 (38): 7236-7236. 2015. ISSN 1466-8033. doi:10.1039/c5ce90167g.